# 新井章
新井 章（あらい あきら、1931年1月2日 - ）は、日本の法学者、弁護士。群馬県高崎市出身。群馬県立高崎中学校、東京大学法学部卒業。茨城大学名誉教授。

## 人物
砂川事件・朝日訴訟・堀木訴訟・全逓中郵事件・家永教科書裁判など数々の憲法裁判に携わる。茨城大学人文学部教授、1996年定年退官、名誉教授。

## 主要担当事件
- 悪徳の栄え事件（最大判昭和44年10月15日）
- 東京都公安条例事件（最大判昭和35年7月20日）注釈：集会の自由
- 家永教科書裁判
  - （第一次訴訟・最判平成5年3月16日）
  - （第二次訴訟・最判昭和57年4月8日）
  - （第三次訴訟・最判平成8年8月29日）
- 朝日訴訟（最大判昭和42年5月24日）
- 牧野訴訟（東京地判昭和43年7月15日）
- 堀木訴訟（最大判昭和57年7月7日）
- 旭川学テ事件（最大判昭和51年5月21日）
- 全逓東京中郵事件（最大判昭和41年10月26日）
- 東京都教組事件（最大判昭和44年4月2日）
- 全農林警職法事件（最大判昭和48年4月25日）
- 砂川事件（最大判昭和34年12月16日）
- 恵庭事件（札幌地判昭和42年3月29日）
- 長沼ナイキ事件（最判昭和57年9月9日）
- 百里基地訴訟（最判平成元年6月20日）
- 学生無年金訴訟（最判平成19年9月28日）

## 著書
- 『労働基本権保障と制約の法理 全逓中郵判決、都教組判決等の実践的研究と弁論』日本評論社 1975
- 『体験的憲法裁判史』現代史出版会 1977　のち岩波同時代ライブラリー
- 『憲法第九条と安保・自衛隊』日本評論社 1981

### 共著
- 『働く者の法律 労働法を身につける』共著 洸伸社 1962
- 『働らく者の労働法』共著 あかつき書房 1964
- 『「事実」をつかむ 歴史・報道・裁判の場から考える』松村高夫、本多勝一、渡辺春己共著 こうち書房 1997

| スタブアイコン | サブスタブ | この項目は、まだ閲覧者の調べものの参照としては役立たない、人物に関連した書きかけの項目です。この項目を加筆・訂正などしてくださる協力者を求めています（P:人物伝/PJ:人物伝）。 |